# 宁波绕城高速公路
宁波绕城高速公路是位于浙江省宁波市的一条高速公路环线，为宁波“一环六射”高速公路网中的“一环”，浙江省第二大公路交通枢纽，也是宁波舟山港重要的集疏运枢纽。宁波绕城高速公路由东西两段组成，全长85.63公里，设有17处互通，13处收费站和1处服务区，2011年12月28日全线通车，被誉为宁波的“金色环线”。
宁波绕城高速公路在中国国家高速公路网编号为G1504（原编号为G1501），同时与三条高速公路并行。宁波北至姜山北为沈海高速公路并行路段，宁波北至高桥为杭州湾环线高速公路并行路段，宁波北至蛟川为甬舟高速公路并行路段。除此之外，宁波绕城高速公路还与甬金高速公路、甬莞高速公路这两条国家高速公路和杭甬高速公路宁波段、甬台温高速公路宁波段、穿山疏港高速公路这三条省级高速公路相连。

## 分段情况

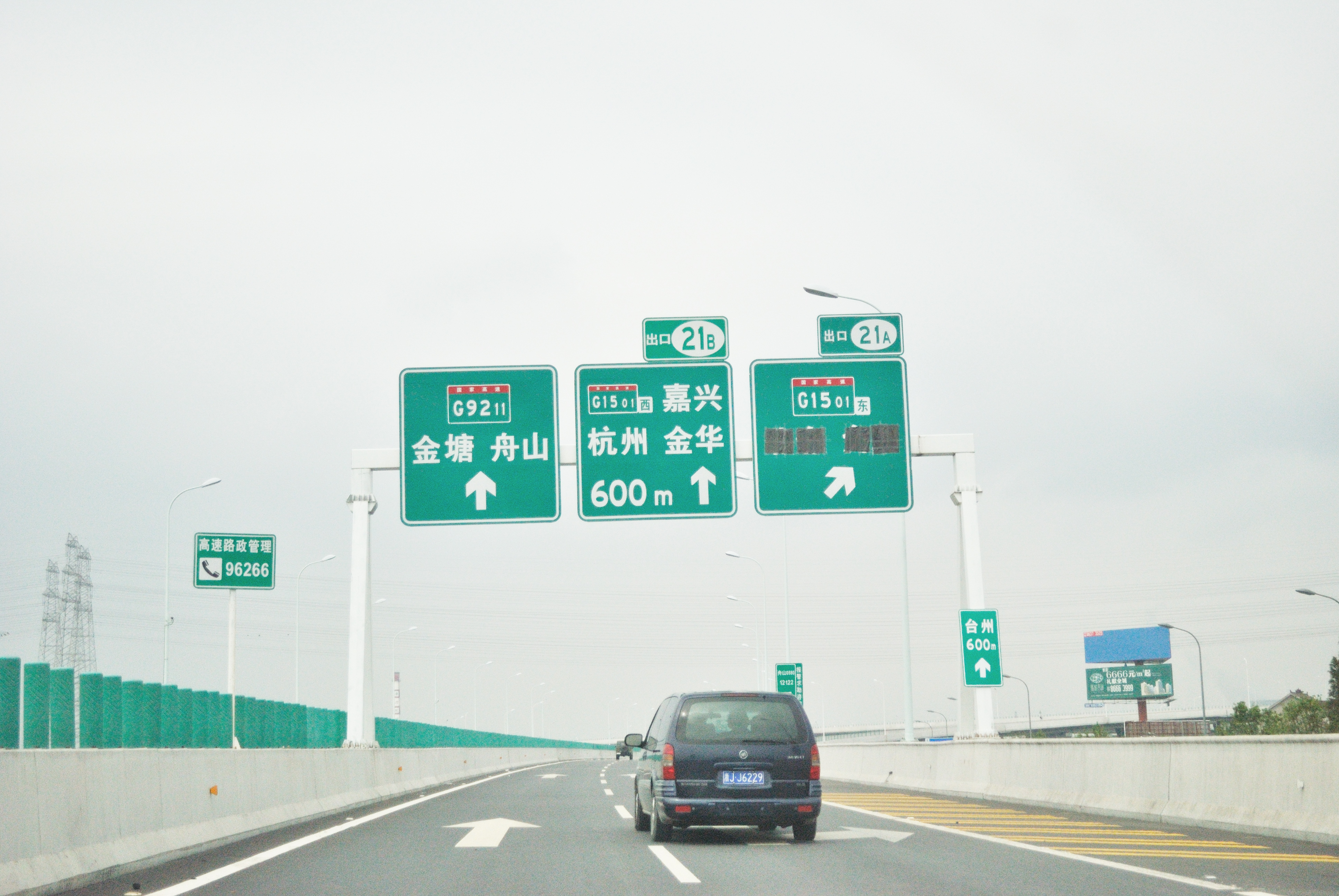
2011年8月摄于甬舟高速公路蛟川枢纽的指路牌，指示宁波绕城高速公路东段未完全开通

### 西段
宁波绕城高速公路西段始于镇海区骆驼街道颜家桥村，终于鄞州区姜山镇，沿途经过镇海区九龙湖镇、江北区庄桥街道、洪塘街道、慈城镇、海曙区高桥镇、集士港镇、横街镇、古林镇、石碶街道、鄞州区钟公庙街道、姜山镇和奉化区江口街道北渡村，全长42.135公里。西段连接杭州湾跨海大桥南岸连接线、杭甬高速公路、甬金高速公路和甬台温高速公路，于2007年12月26日和相连的杭州湾跨海大桥南岸连接线一同建成通车。

### 东段
宁波绕城高速公路东段始于鄞州区姜山镇，途径鄞州区云龙镇、东钱湖镇、五乡镇、北仑区大碶街道、小港街道、镇海区蛟川街道，终于骆驼街道颜家桥村，与西段相连。其中，保国寺至临江段于2010年12月31日提前通车，使甬舟高速公路结束孤悬状态，接入浙江省高速公路网。而其余路段于2011年12月28日通车。2012年12月28日，甬莞高速象山港大桥建成通车，接入东段云龙枢纽。

## 道路设施

### 行车道
宁波绕城高速公路主线具有双向六车道和双向八车道两种车道组成。其中，前洋至朝阳、沙河至好思房为双向八车道，其余路段为双向六车道。全线设计时速120公里。

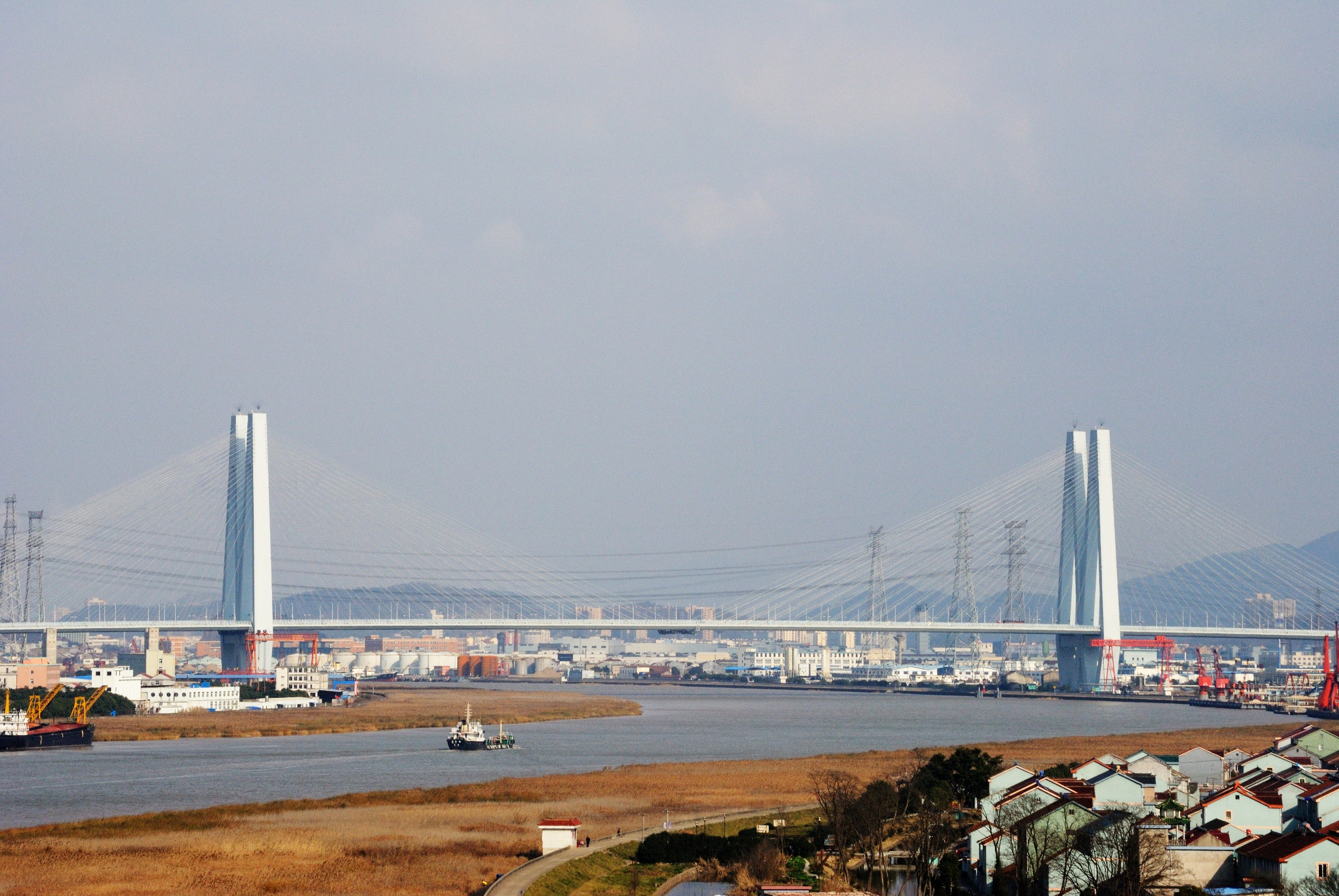
清水浦大桥

### 桥梁
宁波绕城高速公路全线包括多座大型桥梁。其中，位于西段的半浦余姚江特大桥和北渡奉化江特大桥分别跨越姚江和奉化江。较晚建成的东段中，99%的路段均为高架桥梁。在此之中，位于临江枢纽南侧，跨越甬江的清水浦大桥是宁波绕城高速公路全线最大的桥梁，也是东段建设时的控制性工程。清水浦大桥由甬江南北岸两座高141.5米的菱形联体主塔支撑，为大跨径联体塔斜拉桥在中国大陆的首次使用。

### 互通枢纽

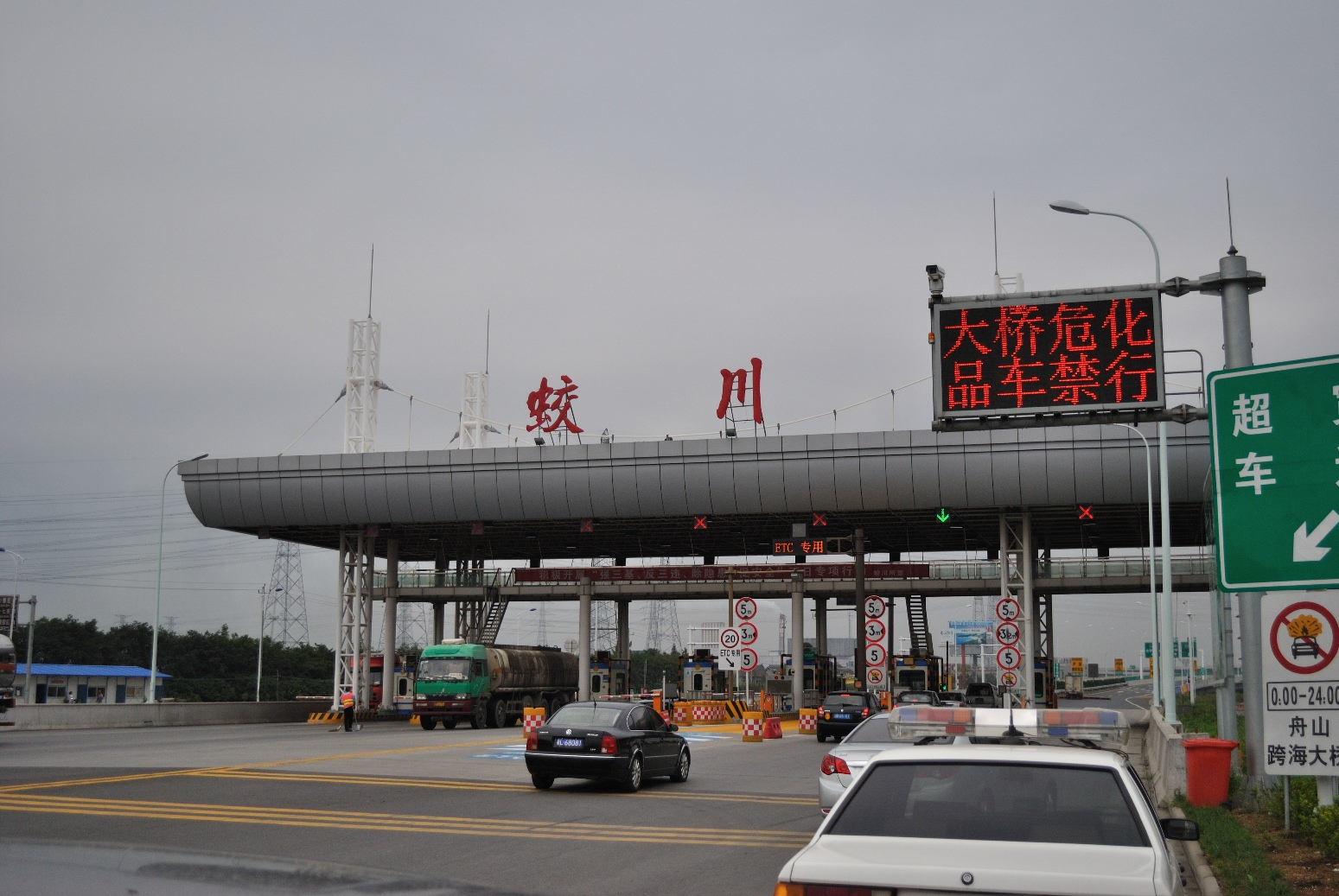
宁波绕城高速公路和甬舟高速公路共用蛟川收费站

宁波绕城高速公路共设17处互通，13处收费站。其中，互通枢纽包括宁波北（前洋）、高桥、横街、宁波西（里仁堂）、朝阳、姜山北、云龙、东钱湖、五乡、丁家山、好思房、新周、临江、蛟川、沙河、九龙湖、保国寺。其中的宁波北（前洋）、高桥、宁波西（里仁堂）、姜山北、云龙、五乡、好思房和蛟川互通分别与其他高速公路相连，通往上海、杭州、金华、温州、舟山等方向。设有收费出口的枢纽包括宁波北（前洋）、横街、宁波西（里仁堂）、朝阳、云龙、东钱湖、丁家山、新周、临江、蛟川、沙河、九龙湖、保国寺13处，分别与机场路、北外环路、世纪大道等13条绕城高速连接线相连，与市内交通相沟通。

### 服务区
宁波绕城高速公路唯一的一座服务区为镇海服务区，位于沙河收费站东侧1公里处，位于高速公路南北两侧对称分布，于2012年9月20日开放营业。镇海服务区为上下两层建筑，占地面积133亩，共建有292个停车位。服务区建有一座平价海鲜排挡，提供新鲜舟山海鲜，同时向周边镇海新城居民开放，以提高服务区的利用率。

## 互通枢纽及服务设施列表
| 地区          | 里程                                                                                         | 类型 | 名称          | 连接                                     | 说明 |
| ------------- | -------------------------------------------------------------------------------------------- | ---- | ------------- | ---------------------------------------- | --- |
| 宁波市 江北区 | 0/85                                                                                         | (1)  | 宁波北 前洋   | 沈海高速 杭州湾环线高速 228国道 北外环路 | 匝道往上海（杭州湾跨海大桥）方向，此出口向南为宁波绕城高速公路与 沈海高速和 杭州湾环线高速共线段北端起点。 此出口同时为 甬舟高速编号和两条高速公路共线段西端起点。 此出口单向出高速公路另收宁波市江北区高速连接线费用。 |
| 宁波市 江北区 | 7/78                                                                                         | (2)  | 保国寺        | 荣吉西路（ 307省道） 机场路              | |
| 宁波市 镇海区 | 10/75                                                                                        | (3)  | 九龙湖        | 九龙大道（ 329国道）                     | |
| 宁波市 镇海区 | 14/71                                                                                        | (4)  | 沙河 镇海     | 世纪大道（望海北路）                     | 镇海服务区与沙河出口共享出入匝道。 |
| 宁波市 镇海区 | 20/65                                                                                        | (5)  | 蛟川          | 甬舟高速 镇海大道 东外环路               | 匝道往舟山（金塘大桥）方向， 甬舟高速与宁波绕城高速公路共线段东端起点 |
| 宁波市 镇海区 | 25/60                                                                                        | (6)  | 临江          | 雄镇路                                   | |
| 宁波市 北仑区 | 28/57                                                                                        | (7)  | 小港 新周     | 江南公路                                 | 清水浦大桥连接临江–小港。 |
| 宁波市 北仑区 | 32/53                                                                                        | (8)  | 好思房        | 穿山疏港高速 甬舟复线高速                | 小港–好思房主线连接 穿山疏港高速往灵峰、穿山港区方向。 丁家山–好思房主线封闭，预留往金塘方向。 宁波绕城高速公路通过匝道衔接。                                                                                           |
| 宁波市 北仑区 | 35/50                                                                                        | (9)  | 丁家山        | 通途路                                   | |
| 宁波市 鄞州区 | 40/45                                                                                        | (10) | 五乡          | 甬台温高速                               | 匝道接 甬台温高速。 |
| 宁波市 鄞州区 | 46/39                                                                                        | (11) | 东钱湖        | 鄞县大道 东外环路                        | |
| 宁波市 鄞州区 | 50/35                                                                                        | (12) | 云龙          | 甬莞高速 鄞州大道                        | 匝道往象山（经象山港大桥）、温州方向。 |
| 宁波市 鄞州区 | 55/30                                                                                        | (13) | 姜山北        | 沈海高速 甬台温高速                      | 宁波绕城高速公路与 沈海高速共线段南端起点，匝道往台州、温州方向。 |
| 宁波市 鄞州区 | 62/23                                                                                        | (14) | 朝阳          | 机场路（ 228国道）                       | 道路通往 宁波栎社国际机场。 |
| 宁波市 海曙区 | 68/17                                                                                        | (15) | 宁波西 里仁堂 | 甬金高速 秋实南路 广泽南路               | 匝道往金华方向。 |
| 宁波市 海曙区 | 73/12                                                                                        | (16) | 横街          | 鄞县大道                                 | |
| 宁波市 海曙区 | 80/5                                                                                         | (17) | 高桥          | 杭州湾环线高速 杭甬高速                  | 宁波绕城高速公路与 杭州湾环线高速共线段南端起点，匝道往杭州和宁波城区方向。 |
| 宁波市 海曙区 | 1.000 英里 = 1.609 千米；1.000 千米 = 0.621 英里 并行路段 • 已关闭／取消 • 限制进入 • 未开放 |      |               |                                          | |

## 相关事件

### 路面沉降
宁波绕城高速公路西段于2007年开通后，经过一年的时间即出现明显的沉降，桥头两端凸起，直接造成西段22公里至42公里处大量事故。交警方面的解释为软土地基与途径超载车辆过多，而并非工程质量问题。为此，道路业主宁波海运明州高速公路有限公司采取了加铺等措施以提升道路的安全性。

### 出入口更名
2011年，网友在“镇海网络问政平台”发帖，认为“沙河”、“临江”两出口知名度过低，应予以更名。9月13日，镇海区住房与建设交通局发布公告，指出将申请上级部门更改“沙河”、“临江”出口为“骆驼”和“招宝山”，从而与镇海下辖的乡级行政区划相吻合。但直至高速公路开通，更名方案仍未落实。

### 收费
2011年末，宁波绕城高速公路东段开通后，车流量稀少，7个收费站通行总量只相当于宁波北一个站通行量的一半。同时，东段平均收费将近每公里1元人民币，大大高于一般高速公路每公里0.4元的收费，被批为“绕钱高速”。为此，高速公路的经营方宁波交通投资控股有限公司解释称，东段投资较高，因而收费同样较高，且此收费经过物价部门核准。但2013年开始，为缓解城市拥堵，宁波绕城高速公路对进出绕城高速公路的宁波本地车辆（浙B车）实施对折优惠，此优惠于2019年10月19日终止。
此外，当宁波遭遇台风袭击时，宁波绕城高速公路也曾对上下绕城高速的车辆免费通行以缓解由积水造成的交通拥堵。